# Омулёвка (Иркутская область)
Омулёвка — деревня в Аларском районе Иркутской области. Входит в муниципальное образование «Забитуй».

## География
Расположена в 10 км к югу от районного центра — посёлка Кутулик.
Состоит из 2-х улиц: Центральной и Озёрной.

## Происхождение названия
Название происходит от русского омуль. Станислав Гурулёв связывает данный топоним со словами и словосочетаниями мулить воду, мул, что в старину означало ил.

## Население
| 2002 | 2010 | 2011 | 2012 |
| ---- | ---- | ---- | ---- |
| 68   | ↘58  | →58  | ↘57  |